# ابوه امبایز
ابوه امبایز (به لاتین: Aboh Mbaise) یک سکونتگاه مسکونی در نیجریه است که در ایالت ایمو واقع شده‌است.

## خصوصیات
ابوه امبایز ۱۸۴ کیلومترمربع مساحت و ۱۹۵٬۶۵۲ نفر جمعیت دارد.